# Агресини
Агресини (лат. aggredior — нападаю), антифагіни, віруліни, предиспозини, продукти життєдіяльності хвороботворчих мікробів — поверхневі речовини мікроорганізмів, які інтерферують з захисними факторами організму хазяїна і тим самим різко посилюють вірулентність мікроба. Мають полісахаридну або білкову природу, добре розчиняються в рідинах організму, легко відокремлюються від бактеріальної клітини і здатні до дифузії по організму. Виробляються в організмах сприйнятливих господарів і на спеціальних середовищах. Виявляються в фільтратах, які не токсичні. Придушують міграцію фагоцитів у вогнище запалення, знижують ефективність захоплення і перетравлення мікробів фагоцитами, мають антикомплементарну дію.
Деякі агресини не завдають токсичної дії, але викликають появу специфічних антитіл і розвиток імунітету.